# Henry de Castries
Henry Marie de La Croix de Castries (né à Paris le 29 décembre 1850 et mort dans la même ville le 10 mai 1927) est un explorateur et cartographe français.

## Biographie
Issu de la famille de La Croix de Castries, Henry de Castries est le fils de Gaspard de La Croix, comte de Castries et de Marie Léontine de Saint Georges de Vérac. Il est le petit-fils d'Olivier de Saint Georges, marquis de Vérac.
Après sa sortie de Saint-Cyr en 1870, il sert en Algérie de 1873 à 1880. Il est alors chargé d'effectuer des relevés topographiques dans le sud-oranais avec Henri Brosselard-Faidherbe et le capitaine Delcroix.
Participant en 1881 à la lutte contre Bou Amama avec Charles de Foucauld et Adolphe de Calassanti Motylinski, il cartographie au Maroc les régions de Figuig et de Mogador, la vallée du Draa et le Rif puis est chargé en 1887 d'une mission officielle pour présenter au sultan Moulay Hassan Ier la nouvelle carte de son empire au 1/500 000. Il en profite pour établir l'itinéraire Casablanca-Fez.
Officier aux Affaires indigènes et aux missions géographiques en Oranie (1878-1882), en 1910, Hubert Lyautey le nomme historiographe du Protectorat.
Fondateur de l'Institut historique du Maroc, il a aussi été conseiller général de Maine-et-Loire pour le canton de Louroux-Béconnais.

### Travaux
- Notice sur la région de l'oued Draa, avec carte au 1/1 000 000, Bulletin de la Société de Géographie, 1880, p. 497-519
- Notes sur Figuig, avec plan au 1/100 000 et carte au 1/200 000, Bulletin de la Société de Géographie, 1882, p. 401-414
- Les Moralistes populaires de l'Islam. I. Les Gnomes de Sidi Abd er-Rahman el-Medjedoub, 1896
- Questions sahariennes, 1902
- Moulay Ismaïl et Jacques II, une apologie de l'Islam par un sultan du Maroc, 1903
- L'Islam, 1906
- Agents et voyageurs français au Maroc, 1911
- Sources inédites de l'histoire du Maroc, 14 vols., 1918-1927

- Mention avec éloge pour le prix Bordin (Orientalisme) 1907 de l'Académie des inscriptions et belles-lettres.

### Mariage
Henry de Castries épouse à Paris le 8 décembre 1880 Isabelle Juchault de La Moricière (Bruxelles 26 septembre 1853 - Paris 18 juillet 1929), fille de Louis Juchault de La Moricière, général, député de la Sarthe, ministre de la Guerre en 1848, et d'Amélie Gaillard de Ferré d'Auberville. Elle est la descendante de Jean Louis Paul François de Noailles, 5e duc de Noailles, la nièce de Sabine Gaillard de Ferré d'Auberville, épouse de Louis Raymond de Montaignac de Chauvance, contre-amiral, député, ministre de la Marine, puis sénateur. Isabhelle Juchault de La Moricière était veuve, depuis 1876, d'Aymar de Dampierre, dont elle avait un fils, Jacques de Dampierre. 
Aucune descendance n'est issue de cette union.